# Калістратіхинська сільська рада
Калістра́тіхинська сільська рада (рос. Калистратихинский сельский совет) — сільське поселення у складі Калманського району Алтайського краю Росії.
Адміністративний центр та єдиний населений пункт — село Калістратіха.

## Населення
Населення — 576 осіб (2019; 709 в 2010, 812 у 2002).